# Aurelio Arturo

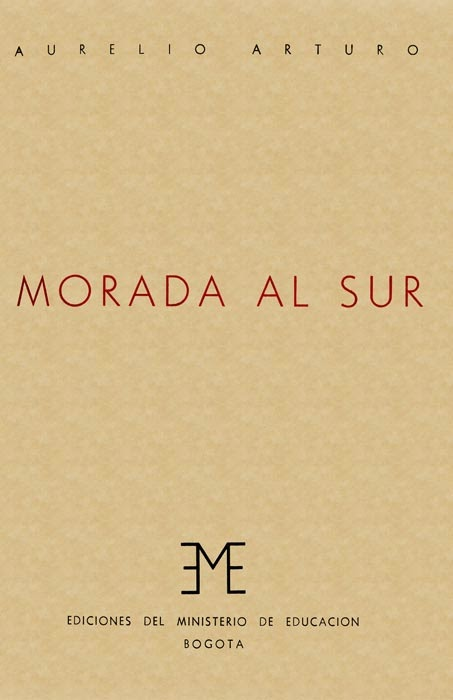
Edición publicada por el Ministerio de Educación Nacional el 26 de septiembre de 1963

Aurelio Arturo Martínez (La Unión, 22 de febrero de 1906-Bogotá, 24 de noviembre de 1974) fue un poeta, traductor, profesor, abogado y magistrado colombiano de la Corte de Trabajo y de la Corte Militar. Se ha considerado el mejor poeta de Colombia en el siglo xx por la creación de su 
sucinta y universal obra. Su único libro, Morada al Sur, es una selección, recopilación y edición de trece poemas de un repertorio poético de aproximadamente setenta poemas, los cuales, desde su juventud, fueron publicados en diferentes diarios de renombre como El Espectador, entre 1925 y 1970; en ella,  plasma sus experiencias y recuerdos de la infancia en su tierra natal, en la que se pueden diferenciar tres temas fundamentales que son: su hogar, las interacciones y actividades del campo, y principalmente la naturaleza.

## Biografía

### Infancia y adolescencia
Fue hijo de Heriberto Arturo Belalcázar natural de Pasto, Nariño (Colombia), quien se destacaba como profesor de escuela y de Raquel Martínez Caycedo, natural de Almaguer, Cauca (Colombia) quien era pianista.
Hacia 1913, fue matriculado en la escuela pública de su pueblo para cumplir sus estudios de básica primaria, donde aprende a leer y a escribir con fluidez, más adelante, en 1918, viajó a Pasto para estudiar el bachillerato en el colegio San Francisco Javier, donde da un primer paso como poeta, al publicar crónicas y versos en la revista de su colegio.  
Las caminatas constantes en compañía de su abuelo del colegio a la casa y de la casa al colegio le permitieron a Arturo poder apreciar constantemente la naturaleza que lo acompañaba en todo lugar, así mismo, la familia "Caycedo" por parte de mamá, quienes eran terratenientes y dueños de tres fincas, le permitió a Aurelio acercarse a los animales de granja, especialmente a los caballos, su nodriza negra que siempre estaba con el, su mamá que avivaba la casa con notas de piano celestiales y por el trabajo rudo y efectivo que se evidencia en el campo, produjo, que a una edad muy temprana logra desarrollar una gran sensibilidad para entender e interpretar su entorno majestuoso y sublime, aunque también tuvo influencia en la poesía por parte de sus tíos quienes eran declamadores, y fundamentalmente por las obras literarias que le facilitaban su padre y abuelo. Este sería el inicio de un Aurelio Arturo prematuro el cual estaba en búsqueda de un lenguaje que le permitiera condensar su mundo vital y elemental en un canto a la vida.

### Dos tragedias
Estuvo tempranamente marcado por dos sucesos trágicos, el primero por la muerte de su hermano menor Luis Guillermo Arturo, el 7 de mayo de 1911, suceso que se refleja en el poema «Canción al niño que soñaba» y también en «Canción del ayer», en donde existe una dedicatoria a su hermano, quien aparece con el seudónimo de Esteban, pero el segundo sería definitivo en el rumbo de Arturo, pues fallece su madre a causa de tifus el 25 de julio de 1924, cuando el poeta en desarrollo apenas tenía 18 años, es por ello que decidió viajar a Bogotá y darle inicio a un nuevo ciclo de su vida que le daría bastantes oportunidades tanto en el ámbito académico, como en el profesional y poético, pues en ese entonces ya escribía sus primeros poemas.

### Gusto por la naturaleza
Arturo gozaba del mundo rural no solo porque en él se podía encontrar tranquilidad, armonía y libertad, sino, además, por la naturaleza que era quien producía ese mundo sosegado, sublime y a la vez mágico que se podía encontrar en el entorno en diferentes tamaños, colores, formas, matices, sonidos, estados y especies que le permitía en todo caso, pensar, inspirarse y escribir. Aquello lo menciona por ejemplo, en la primera estrofa del poema principal Morada al sur que dice: En las noches mestizas que subían de la hierba, jóvenes caballos, sombras curvas, brillantes, estremecían la tierra con su casco de bronce. Negras estrellas sonreían en la sombra con dientes de oro o en la segunda parte de la séptima estrofa del del tercer verso del mismo poema que dice: Te hablo de un bosque extasiado que existe sólo para el oído, y que en el fondo de las noches pulsa violas, arpas, laúdes y lluvias sempiternas.

### Inicia sus estudios en Bogotá
Aurelio Arturo inició sus estudios superiores en el año de 1926 en la Universidad Externado de Colombia. En esa etapa escribe cuentos y ya se le ve atisbos de su intención poética, sin embargo, no tiene ningún interés en compartir su poesía en eventos literarios. Con lo anterior, principia una etapa signada por la nostalgia y por la rutina urbana; una vida que se divide entre sus estudios profesionales de derecho y su ejercicio en la poesía, actividad que realiza discreta y silenciosamente, alejado de los medios de divulgación. Escribe los poemas «Alba» (que después titulará «El alba llega»), «Veinte años» y «En azul lejano».

### Primeras Publicaciones
Sus publicaciones iniciaron en 1927 en el diario el El Espectador con «La Balada de Juan de la Cruz». En 1928 en la revista Universidad con «La voz del pequeño», «Noche oscura» entre otras y finalmente en el El Gráfico con el cuento «Desiderio Landínez», uno de los pocos escritos en prosa. 

### Primeras publicaciones principales
En 1932 se daría a conocer en el medio literario con la aparición de tres de sus poemas «Canción del ayer», «Silencio» y «Vinieron mis hermanos» en «Crónica Literaria», suplemento dominical dirigido por Rafael Maya y perteneciente al periódico El País de Bogotá. En ellos se comienza a vislumbrar los elementos épicos e hímnicos en una poesía de alto grado de elaboración musical. En ese mismo periódico publicaban la generación intelectual del piedracielismo, sin embargo, Arturo poco se relacionaba con este movimiento pues escribía con un estilo inclasificable y totalmente diferente al piedracielista, además de que no publicó obra alguna en los cuadernos de Piedra y cielo pero que le permitió conocer a algunos de sus miembros como Tomás Vargas Osorio, a quien catalogó como el mejor piedracielista, y por cuya muerte sufriría en 1941.Autores como Graciela Maglia lo observan como una figura solitaria en cuanto a estilo poético colombiano; una figura que intenta recuperar el modernismo de José Asunción Silva.

### Conforma su hogar
En 1941 agregó una nueva dedicación a su vida tranquila, al contraer matrimonio con María Esther Lucio. Entre 1942 y 1948 nacieron sus cinco hijos, lo que completa el cuadro de un abogado, esposo y padre de familia que ejerce la literatura un poco en los intersticios y desde su refugio de la biblioteca casera.

### Morada al sur y premio de Poesía Guillermo Valencia
1945 sería el año definitivo en la configuración del rostro poético de «Morada al sur», pues se publica el extenso poema en la revista de la Universidad Nacional por mediación del poeta Jaime Ibáñez quien era secretario de redacción, además publica 13 poemas en forma de cuadernillo en la revista Cántico. Desde 1932 hasta el 1963 fueron siendo publicados casi todos los poemas que conforman Morada al Sur, de manera que la publicación del poemario en 1963, 18 años de haber publicado Morada al sur, apenas vino a darle un rostro bibliográfico a una coherencia poética que ya era visible desde hacía décadas. Los trece poemas que integran Morada al Sur, publicado al fin por el Ministerio de Educación, le valieron en 1963 el Premio Nacional de Poesía Guillermo Valencia. A partir de ese momento su nombre pasó a ser pieza fundamental de antologías e historias literarias colombianas, sin que su actividad como escritor se modificara un ápice, y sin que se produjera como reflejo un movimiento personal tendiente a publicar otro libro. Su vida y su obra siguieron el mismo rumbo, discreto y paulatino, que él mismo les imprimió desde su llegada a Bogotá.

### Funcionario
En cuanto al ejercicio de su profesión como abogado, Arturo desempeñó destacados cargos: fue Adjunto Cultural de la Embajada de Colombia en Estados Unidos, Viceministro de Trabajo, Jefe de la Sección de Extensión Cultural del Ministerio de Educación, catedrático de Derecho administrativo y de idiomas en la Universidad de Nariño.  Fue, así mismo, funcionario cultural de Colombia y de la Embajada de los Estados Unidos y fundó y dirigió la radio-revista literaria Voces del Mundo, donde estimuló generosamente a los jóvenes. Viajó a Estados Unidos y tradujo poesía especialmente de contemporáneos de habla inglesa.

### Traducciones
El cantor del sur tradujo a varios autores, algunos de ellos son: Constantino Cavafis, quien fue un poeta griego, una de las figuras literarias más importantes del siglo XX y uno de los mayores exponentes del renacimiento de la lengua griega moderna. De él hizo quince traducciones de entre poemas y textos, como es el caso de los poemas «Esperando a los bárbaros»,  «Murallas» o  «Los pasos». De igual forma tradujo a Barry Cole con el poema Persona desaparecida, Anselm Hollo con Primera oda para una damita, Peter Levi con Para hablar del alma, Anthony Thwaite con Cartas de sinesio, Matthew Mead con Identidades y finalmente Kanen Gershon con En el cementerio judío que fueron publicadas en la revista Eco de la librería Bucholz en diciembre de 1974, un mes después de su muerte. 

### Últimos poemas
En 1970 escribió sus cuatro últimos poemas, los más celebrados de una presumible «segunda etapa»: «Sequía», «Tambores», «Lluvias» y «Yerba». En 1971, tras una gripe mal cuidada fue enviado al Hospital Militar, le diagnosticaron erróneamente cáncer y, por ende, lo operaron, lo que lo condujo a una muerte clínica. Sin embargo, su muerte no sería sino tres años después, el 23 de noviembre de 1974 en Bogotá,  a causa de un aneurisma, meses después de haber recibido el doctorado honoris causa en Filosofía y Letras por la Universidad de Nariño y de haber dejado lista la segunda edición de Morada al Sur para Monte Ávila de Caracas.

## Obra

### Morada al Sur
El poeta del sur decidió concentrar todas sus capacidades en compilar, pulir y corregir sus mejores poemas pues, asegura su hijo Gilberto Arturo, deseaba forjar una obra de calidad y así mismo poder lograr que sus versos transmitan lo más esencial de su universo. 
En gran parte de su poesía, Arturo evoca un pasado intimo de su niñez en estrofas cortas pero precisas, es decir, que le bastan cuatro a cinco versos para inmortalizar una experiencia que en ocasiones es ambigua y en otras poseedora de figuras literarias "Y aquí principia, en este torso de árbol, en este umbral pulido por tantos pasos muertos", y que en definitiva la hacen rica en escenarios e interpretaciones. De igual forma, su obra, a pesar de que los estándares estéticos que determinan que una épica debe ser extensa, en narración de tercera persona y narrando las hazañas de los héroes locales, Aurelio la transfigura a estrofas breves con cuerpo de poema y representando hechos simbólicos de su vida, el campo y la naturaleza que son inherentes a su pueblo, al departamento, sin ser ajeno a otros países, es decir, que el gran poeta en su ingenio inmortalizo su vida, la atmósfera de su morada, la trasforma en algo indecible, inimaginable, comparándolo por ejemplo con el Edén pero, al mismo tiempo, universaliza al sur con sucesos que pueden efectuarse en la zona rural de otros países, como por ejemplo: "el viento viene, viene vestidos de follajes, y se detiene y duda ante las puertas grandes".  
El libro está compuesto por trece poemas que son:
- Morada al sur (1945 - Universidad Nacional).
- Canción del ayer (1932 - «Crónica Literaria» del diario bogotano El País).
- La ciudad de Almaguer.
- Clima (1931).
- Canción de la noche callada (1931).
- Interludio (1940 - Revista de las Indias).
- Qué noche de hojas suaves.
- Canción de la distancia.
- Remota Luz.
- Sol (1946 en una publicación llamada Colombia en cifras).
- Rapsodia de Saulo (1929 «Suplemento ilustrado» en el El Espectador).
- Nodriza (1961 revista cultural Eco).
- Madrigales.

## Ediciones Actuales
- Morada al sur Editorial Panamericana (2003 - 80 páginas): Edición por parte de la Editorial Panamericana y prólogo a cargo de Augusto Pinilla.
- Morada al sur y otros poemas Editorial Sibila (2008 - 121 páginas): Edición y prólogo a cargo de Piedad Bonnett en trabajo con la Editorial Sibila y Fundación BBVA. Esta edición posee los 13 poemas principales que conforman la obra poética y otros 51 poemas de su autoría.
- Morada al sur y otros poemas Editorial Visor (2018 - 160 páginas): Edición por parte de la editorial Visor en compañía de Gilberto Arturo (Hijo) y el poeta Santiago Espinosa, así mismo cuenta con prólogo del poeta y periodista Juan Gustavo Cobo.

## Crítica
La crítica sobre la obra de Aurelio Arturo es bastante cuantiosa. El primer ensayo en torno a ella fue realizado dos meses después de la publicación de Morada al Sur por  Eduardo Guizado Camacho y desde entonces esta ha sido objeto de varios críticos de poesía colombiana, a tal punto que los estudios críticos respecto de la obra de Arturo, llegan, incluso, a superar la cantidad de ciento cincuenta. Aunque en su gran mayoría estos coinciden en que la obra de Arturo es breve, única y de excelente calidad, es posible identificar tres períodos diferentes en cuanto a crítica: el primero, de 1945 a 1963, se caracteriza por una crítica subjetiva, centrada en el autor, en la que se enaltece al mismo Aurelio Arturo y no tanto a su poesía. El segundo momento, de 1963 a 1974, se caracteriza por ser un momento de transición de la subjetividad dada en el primer período, al ensayo de análisis textual más característico del último; no obstante, en esta etapa no desaparecen las menciones y halagos al poeta mismo. Y, por último, el tercer momento que se enmarca de 1974 en adelante, se caracteriza por la emergencia de conceptos basados en escuelas críticas, y también por la presencia de ensayos de carácter personal.
Aunque en ocasiones se compara Aurelio Arturo con José Asunción Silva o con la figura de Porfirio Barba Jacob, los críticos exaltan la singularidad del autor y su poesía, puesto que su melodía y armonía no se asemejan a la tradición hispánica de finales del siglo xx.

## Comentarios de críticos y amigos
- Álvaro Mutis: No recuerdo cuántas veces leí el breve libro. Lo que sí recuerdo muy bien es que durante un largo tiempo me fue imposible volver a ninguna otra poesía. Los poemas de Aurelio me acompañaban tan totalmente que no había cabida en mí para otras voces que no fuera la suya, para otra nostalgia sin salida que no fuera la de esas tierras del sur y esa infancia dichosa evocadas por él. Esta deslumbrada invasión de la poesía no me había ocurrido nunca antes ni creo que me ocurra ya jamás. Es un milagro que no puede repetirse.[10]

- Juan Gustavo Cobo: Es el poeta por antonomasia porque publicó poco y lo que publicó es perdurable.[11]

- Hernando Téllez: En la poesía persiste como nota reiterativa, una frescura de bosque, de agua secreta y escondida, de viento otoñal oloroso a finas maderas, y una como clara atmósfera de alucinación por donde pasan los seres y se transfiguran los paisajes y los objetos. Cierto desasimiento metafísico, una melancolía casi púdica, pero irrevocable, constituyen la atmósfera moral de esta poesía. El poeta parece herido para siempre en la víscera cordial. Y su visión del mundo surge así toda envuelta en una frágil niebla de grises disminuidos que esfuma y subraya al mismo tiempo los perfiles de las cosas. La palabra, escogida, meditada, oída en su música esencial, calculada como mensajera de la emoción, de la intuición o de la idea, se presenta también aquí, como en toda auténtica poesía, investida con el poder siempre extraño, siempre nuevo y milagroso, para crear la belleza poética[12]

- Fernando Charry Lara: En raras ocasiones llega el conocimiento de una obra poética no sólo a producir el asombro sino, más aún, a mover el ejercicio de una vocación. De mí quiero afinar que cuando la pasión inicial por la poesía se dispersaba entre varias direcciones no coincidentes con aquello que, más tarde, ha logrado en parte expresarla, pude reconocer en los poemas de Aurelio Arturo una orientación hacia nuevas posibilidades de concebir lo lírico. Han pasado los años. Sigue maravillándonos cuanto existe de gravedad, embeleso y transparencia en esos poemas. Su creación ayudó a hacernos comprender que lo mágico es sólo la consecuencia de un profundizar en la realidad, horadándola: de ahí el amor de su poesía por lo real y lo concreto. Un sol, que es el sol de una tarde de Colombia, dora lentamente el lenguaje y en palabras acerca horizontes, tibios cuerpos de mujeres, lejanías. La transmutación de una densidad nacional en imagen constituye vivo aliento de esta poesía que, como él mismo la ha definido, "es un país que sueña.[13]
- William Ospina: La obra de Aurelio Arturo goza de música verbal, armonía, pasión y brevedad. Se caracteriza por giros verbales, musicalidad propia y por la carencia de halagos nacionales (a diferencia de muchas de las obras sobresalientes de su época), al igual que por una ausencia de imperativos religiosos. Entre sus influencias cabe destacar Don Quijote de la Mancha y cierta literatura inglesa, como la de Shakespeare y Wordsworth, lo que le permitió adquirir la musicalidad sutil que distingue a su poesía.[14]

- Eduardo Zúñiga Erazo: Reconoce que el carácter singular de la obra de Aurelio Arturo, el tratamiento del lenguaje, la superación de la provincia a partir de la provincia misma. También reconoce su obra como una de las más ricas y profundas de la poesía colombiana e hispanoamericana.[8]

- Ramiro Pabón Díaz: La obra de Aurelio Arturo expresa con ternura y escrutinio los pertinaces recuerdos de su infancia y adolescencia, poetiza a las personas que amó, sus concepciones y aquello que tuvo una mayor impresión para su vida, creando una atmósfera de ensueño, armonía y placidez.[15]

- Roberto Perry Carrasco: Adula el talento poético de Aurelio Arturo pues este “toma las palabras del lenguaje común y las eleva a un nivel en donde se revelan en plenitud”, su obra es eternamente completa a pesar de su brevedad, característica que eleva aún más la calidad de la obra, y para comprenderla debe “tenerse a la mano la propia vida”. La obra arturiana es antiesquemática, forma un organismo, cada palabra parece estrictamente pensada, renueva el lenguaje cotidiano y dignifica aspectos de la vida universales, como la infancia, la muerte y el amor, y a su vez crea nuevas dimensiones para ellos. Tomando un poco de distancia con los planteamientos de Danilo Cruz Vélez, para quien la musicalidad prima en la obra arturiana, para Perry Carrascco, el sentido es un elemento que caracteriza ampliamente la obra de Aurelio Arturo.[16]

- Graciela Maglia: La poesía de Aurelio Arturo es completamente diferente a la antes producida en Colombia, que en ese entonces seguía la estética de Guillermo Valencia. Con Morada al Sur, Arturo crea una estética verbal que al mismo tiempo construye y registra una opción particular frente a la tradición vs modernidad en Colombia,y entre lo masculino y lo femenino. De acuerdo a la autora, en el poema también se ve reflejada una imagen de América, teniendo en cuenta que hay dos Américas, una es la América salvaje y no civilizada y la otra es la América como tierra prometedora y de esperanza.[5]

## Fondo Aurelio Arturo (Biblioteca Nacional de Colombia)
El fondo Aurelio Arturo es una colección de impresos de la Biblioteca Nacional de Colombia y se conforma por 2032 libros, la mayoría de ellos sobre literatura francesa, inglesa y norteamericana, aunque también cuenta con clásicos griegos y latinos. La colección refleja su amor por la lengua inglesa, lo que condujo a Arturo a traducir acertadamente a algunos poetas angloparlantes. 
La colección es rica en antologías, crítica poética y teoría poética; tiene versos de escritores como Teófilo Albán Ramos, Gerardo Andrade González, Guillaume Apollinaire, Diógenes Arrieta, Percy Bysshe Shelley, Porfirio Barba Jacob, Charles Pierre Baudelaire, Giosue Carducci, Aimé Césaire, Luis Cernuda, Luis Felipe de la Rosa, Rainer Maria Rilke, Rubén Darío, Ezra Pound, Guillermo Valencia, Walt Whitman, entre otros. De las obras en prosa se destacan las de Azorín, Víctor Aragón, Balzac, Pio Baroja, Henry Bergson, Joseph Conrad, Gabriele D'Annunzio, Aldous Huxley, André Gide, David Herbert Lawrence, Doris Lessing y Baldomero Sanín Cano. 
Por su profesión de abogado tiene algunos libros de derecho, en su mayoría administrativo.

## Cronología de publicaciones
- 1927. Publica «La Balada de Juan de la Cruz», en el «Suplemento Literario Ilustrado» del diario capitalino El Espectador. Poema dedicado al poeta Rafael Maya.[13]
- 1928. Publica «La voz del pequeño» que ya introduce uno de los imaginarios centrales de su único libro, Morada al sur, esto es, la del hermano menor que había muerto siendo muy niño y se convierte para Arturo en una presencia angélica y «Noche oscura». Trece días después inaugura su participación en la importante revista Universidad con otros dos poemas: «La vela» y «Baladeta de Max Caparroja» El 7 de octubre, acompaña su presentación con otros cuatro de sus poemas «La isla de piel rosada», «Muertos», «Poemas del silencio, y «Alba»), desde ese momento, Arturo es «bautizado» críticamente.[18]
- 1929. Publica «Los mendigos», el 20 de abril, «Sueño», el 18 de mayo y «Ciudad de sueño», el 31 de agosto. Además, se anima a escribir una nota introductoria (y laudatoria) a un poema del también joven Germán Pardo Carda titulado «Por el hijo sin nombre».
- 1929.Publica el cuento «Desiderio Landínez» en El Gráfico, el primero de una supuesta serie de cuentos que habría entregado a un misterioso editor en Bogotá pero que nunca vio la luz.[4]
- 1929. Crea «Canto a los constructores de caminos» y «Rapsodia de Saulo»  publicada en el «Suplemento ilustrado» en el El Espectador el 29 de agosto.[18]
- 1929. El 14 de diciembre publica en El Gráfico el poema «Ésa es la tierra».
- 1930. En un año de relativo receso editorial, publica el poema «Compañeros» en El Gráfico.
- 1931. El 18 de enero publica en «Lecturas dominicales» de El Tiempo el poema «Canción de las hojas y de las lejanías», uno de los que conceptual e imaginativamente preludian ya el ciclo de Morada al sur y que si bien no fue incluido en el poemario definitivo pone ante los ojos y los oídos del lector de Arturo el arsenal básico de su imaginario y también publica «Canciones como nubes», publicado el 8 de febrero en el mismo dominical.
- 1931. En mayo publica el poema «Cantos de hombres» en la Revista Cervantes de Manizales, dirigida por el editor caldense Arturo Zapata y el poeta Rafael Maya.
- 1931. El primero de noviembre realiza una de sus publicaciones capitales con: «Clima», «Canción de la noche calla», «Canción del valle desceñido» y «Canción de amor y soledad»; cuatro poemas ilustrados y con retrato del poeta por el célebre dibujante y escritor Ramón Barba.
- 1932. Continua publicando en las «Lecturas dominicales» de El Tiempo el 28 de febrero con «Lejanía» y el 17 de abril «La mariposa» dedicado a la Federación Nacional de Estudiantes.
- 1932. Abre la muestra de poesía que habría de realizar el suplemento literario con los poemas «Canción del ayer», «Silencio» y «Vinieron mis hermanos» el primero y el último bien conocidos en la trayectoria editorial, fueron los seleccionados para esta primera entrega de la «Crónica Literaria» del diario bogotano El País dirigido por Rafael Maya. De igual forma publicara en el suplemento el poema «Canción del Retorno»
- 1933. «Rapsodia de Saúl» que se publica en la «Crónica Literaria» el 23 de octubre.
- 1934. Después de publicar «Bordoneo» en «Lecturas dominicales» y «Simple canción» en la «Crónica Literaria», trabaja en su libro «Un hombre canta», son dieciséis poemas, alguno de los cuales  harán parte de Morada al sur.
- 1935. Publica el 8 de abril el texto «Pasto, ciudad azul de los volcanes» para El Diario Nacional y el 28 de diciembre publica el poema «Cancioncilla» en la revista Cromos.
- 1936. Publica nuevamente pero ahora en la Revista de las Indias el poema «Canto a los constructores de caminos» y el nuevo poema «El cantor».
- 1936. Por primera vez incluyen un poema suyo en una antología en el número 84 de las selecciones Samper Ortega  de Literatura Colombiana titulado «Los poetas de la naturaleza», con el poema inédito «Tierras de nadie»
- 1940. Publica en la Revista de las Indias el poema «Interludio»
- 1942. «Rapsodia de Saulo» es incluido en el número antológico de Poetas de América serie de la Universidad de Antioquia.
- 1945. Publica el poema  «Morada al sur» en la revista de la Universidad Nacional
- 1945. Publica un compacto de 13 poemas en el número 7 de la revista Cántico. Así mismo en la tercera edición de una antología general de poesía colombiana titulada, Antología lirica: 100 poemas Colombianos y en la cuarta edición de la Antología de Caparroso se publica el poema inédito «Paisaje»
- 1946. En una publicación llamada Colombia en cifras se publica por segunda vez «Morada al sur» a lado del poema «Sol»
- 1948. El poema «Paisaje», con una breve semblanza de la persona y de la obra de Arturo, es incluido dentro del «Esquema para una antología: un siglo de Poesía Colombiana», escrito por Eduardo Carranza y publicado en la Revista de América, que continuó como proyecto cultural la tarea de Revista de las lndias.
- 1951. El número 41 de los Cuadernillos de Poesía Colombiana en la Universidad Pontificia Bolivariana, en Medellín, es dedicado a la poesía de Arturo. En él se publican nuevamente «Interludio», «El cantor», «Clima», «Rapsodia de Saulo», «Canto a los constructores de caminos», «Tierras de nadie» y «Morada al sur»
- 1952. Erich Arendt, poeta comunista alemán que había vivido en Colombia en el decenio anterior, publica en Berlín una traducción del poema «Rapsodia de Saulo» en su antología Sudamericanische Freiheitsdichtungen.
- 1959. Es incluido como poeta piedracielista en una popular antología que circuló masivamente en Colombia y otros países de Suramérica: Las mejores poesías colombianas, interesante selección de Andrés Holguín con un discreto pero influyente prólogo.
- 1961. Publica el poema «Nodriza» en la revista cultural Eco
- 1963. «Canciones», «Canción del niño que soñaba», «La canción del verano», «Canción del viento», «Canción de las hadas», son poemas de Arturo que forman parte del número 40 de la revista Eco, impresa en Bogotá en el mes de agosto.
- 1965. En Le Journal des poetes de París, número de mayo, aparecen traducidos al francés «Nodriza», «Morada al sur» por Edmond Vandercammen.
- 1970. En enero, Arturo publica el poema «Sequía».
- 1974. En el número de diciembre, la revista Eco publica una muestra de sus traducciones de poetas ingleses contemponneos, nacidos entre 1923 y 1936.
- 1974. La editorial Monte Ávila de Caracas continúa coordinando la segunda edición del libro Morada al sur, que comienza a circular desde Caracas en 1975, con un prólogo del poeta y ensayista Juan Gustavo Cobo Borda titulado «Aurelio Arturo, la palabra original»
- 1975. Cobo Borda publica en el número uno de la revista Pluma el poema inédito de Arturo," «Yerba».